# Pycnogonum saxulum
Pycnogonum saxulum is een zeespin uit de familie Pycnogonidae. De soort behoort tot het geslacht Pycnogonum. Pycnogonum saxulum werd in 1998 voor het eerst wetenschappelijk beschreven door Child. 